# Cadillac Escalade ESV
Le Cadillac Escalade ESV est le plus gros 4x4 de la gamme Cadillac, mais aussi de son histoire. Il est étroitement dérivé des jumeaux Chevrolet Suburban-GMC Yukon XL, dont il est leur déclinaison haut de gamme. Lancé en tout début 2003, il a été renouvelé en fin d'année 2006, il est uniquement distribué en Amérique du Nord, où il dispose d'une variante pick-up baptisée EXT.

## Première génération (2003-2006)
Apparu presque un an après le pick-up EXT, dont il dérive en partie, 
l'ESV est la version longue de la seconde génération d'Escalade. Il étire la longueur à 5,62 m, il fait aussi 2,00 m de large et les approchent en hauteur!

### Motorisation
L'ESV reprend le même moteur que l'EXT première génération:
- V8 6.0 L 345 ch.

Il disposait d'une boîte auto à quatre rapports avec deux ou quatre roues motrices.

### Galerie photos

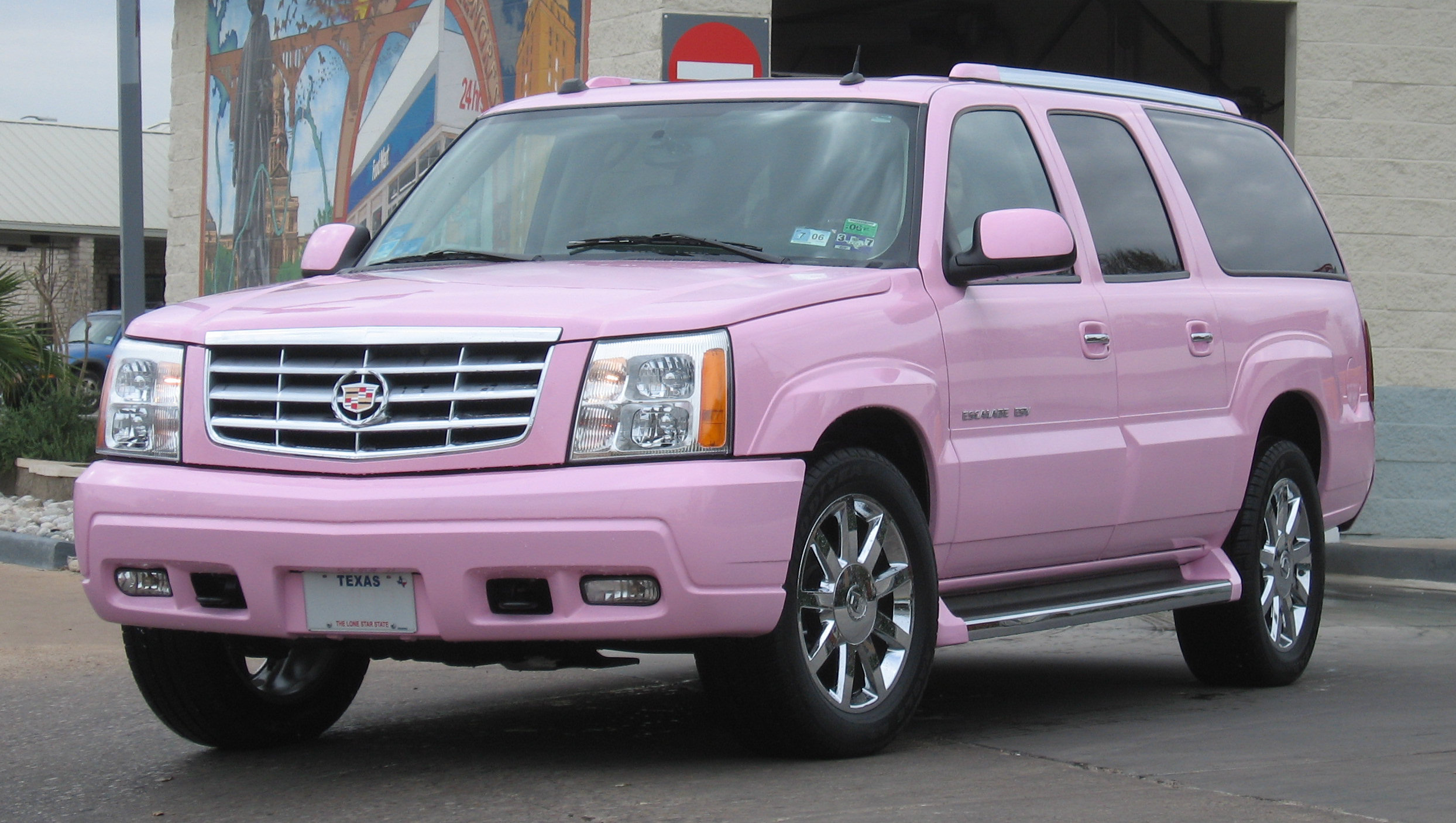
Escalade ESV 1re génération
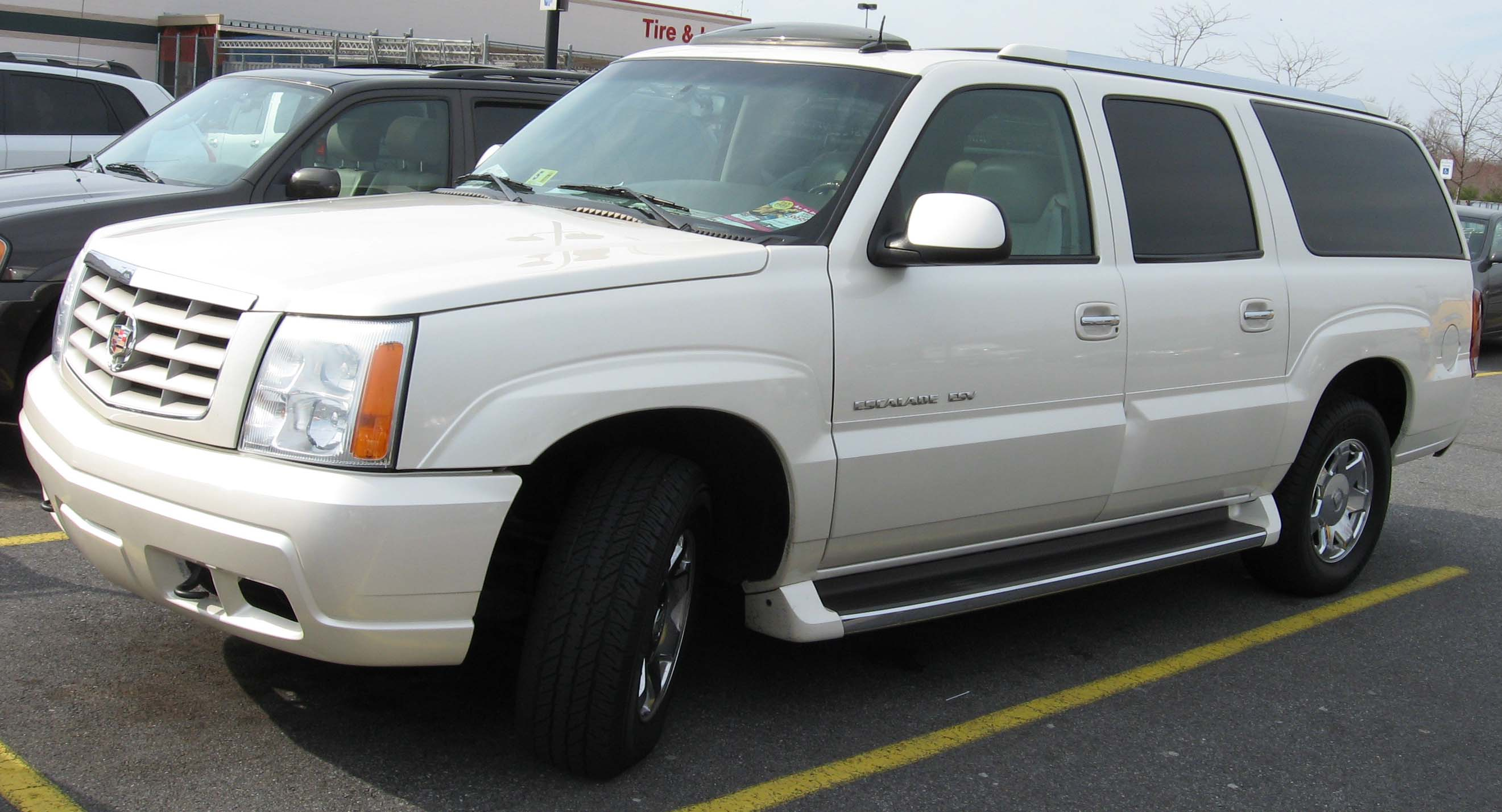
Escalade ESV 1re génération
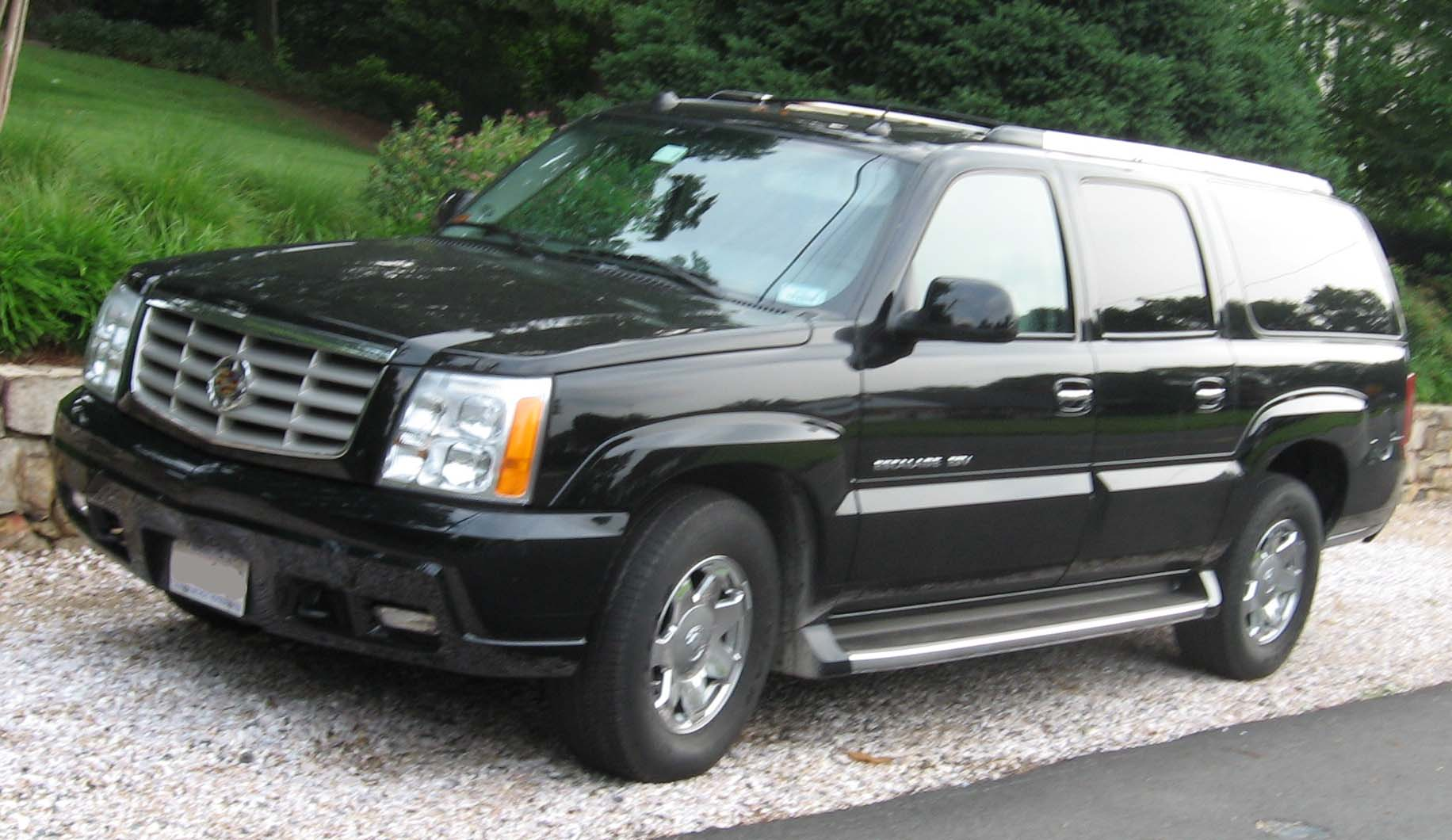
Escalade ESV 1re génération

## Deuxième génération (2006- )
La seconde génération d'ESV a été lancée en même temps que l'Escalade et que l'EXT. Elle s'allonge de quatre centimètres. Elle est toujours dérivée du Suburban et du Yukon XL renouvelés la même année.

### Motorisation
L'ESV garde le bloc essence des deux autres versions:
- V8 6.2 L 409 ch. Ce moteur peut être alimenté par l'E85.

Ce moteur est disponible uniquement avec une boîte auto à six rapports avec deux ou quatre roues motrices.

### Galerie photos

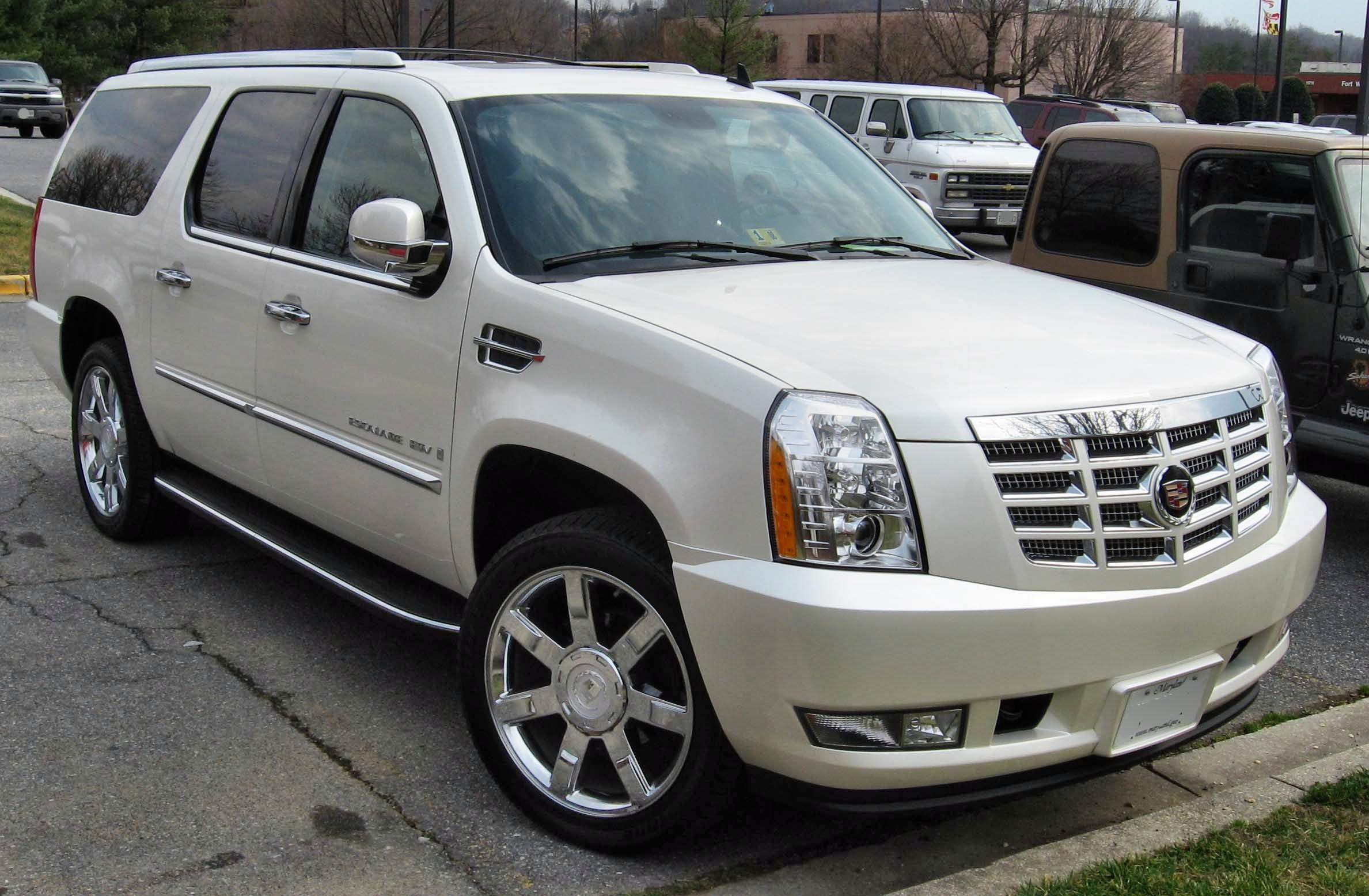
Escalade ESV 2e génération
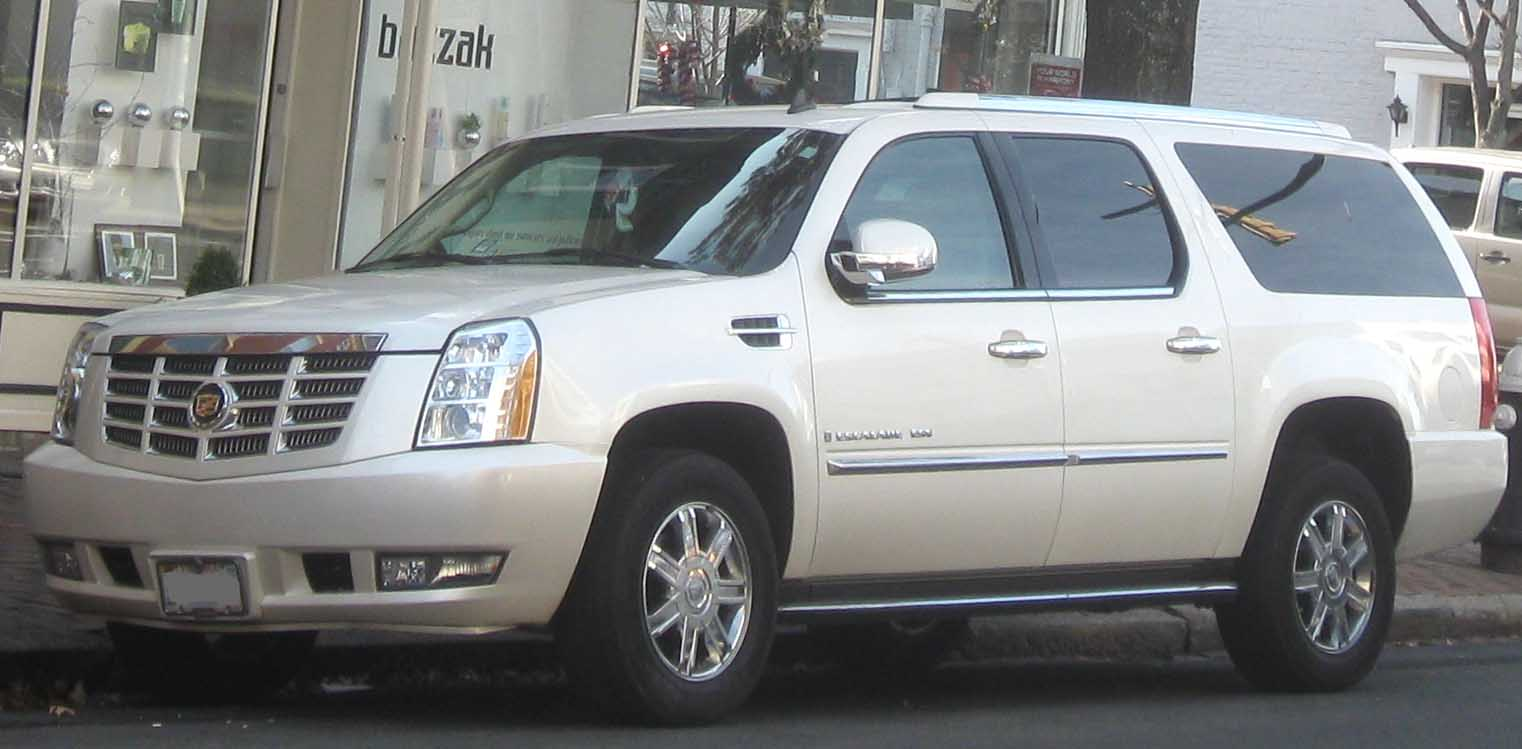
Escalade ESV 2e génération
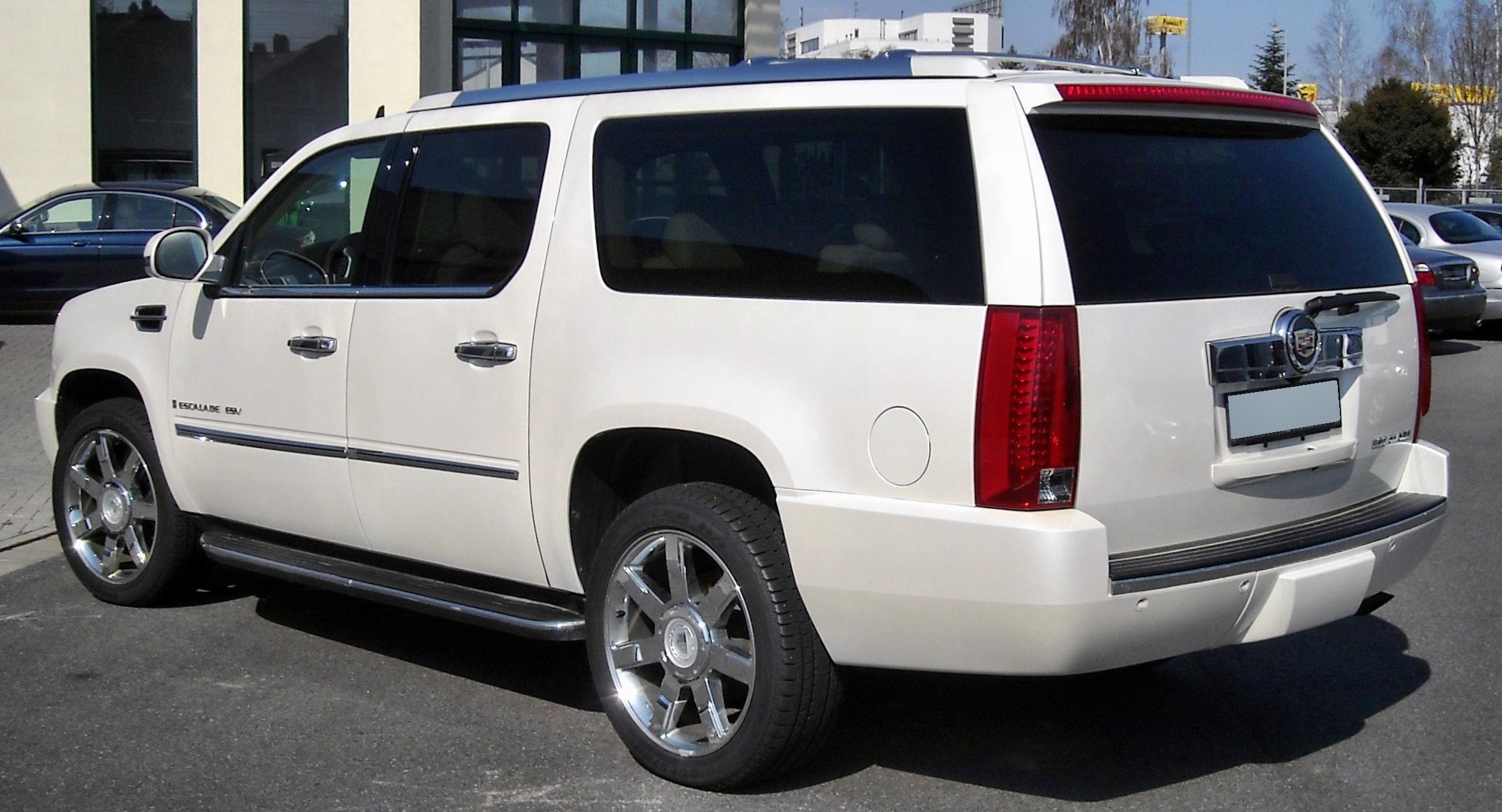
Escalade ESV 2e génération
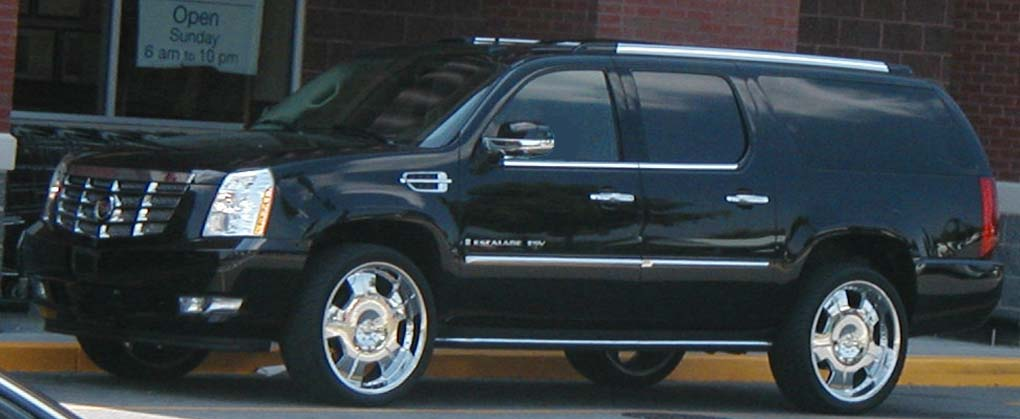
Escalade ESV 2e génération

## Ventes aux États-Unis
| Année          | Ventes  | Diff.      |
| -------------- | ------- | ---------- |
| 2002           | 36      |            |
| 2003           | 12 866  | +35638,9 % |
| 2004           | 15 618  | +21,4 %    |
| 2005           | 13 502  | -13,5 %    |
| 2006           | 16 170  | +19,8 %    |
| 2007           | 16 370  | +1,2 %     |
| 2008           | 11 054  | -32,5 %    |
| 2009           | 6 588   | -40,4 %    |
| 2010           | 8 674   | +31,7 %    |
| 2011           | 8 388   | -3,3 %     |
| 2012 (11 mois) | 7 156   | -1,6 %     |
| Total          | 116 422 |            |